# Ichiyō Higuchi
Ichiyō Higuchi  (n. 2 mai, 1872 – d. 23 noiembrie, 1896) este pseudonimul scriitoarei japoneze Natsu Higuchi, cunoscută, de asemenea, și ca Natsuko Higuchi.
A fost influențată de Ihara Saikaku.
Tema principală a scrierilor sale o constituie destinul femeii.
Se remarcă minuțiozitatea observației, forța comunicării emoționale, îmbinarea limbajului curent cu stilul clasic.

## Scrieri
- 1895: Păduri fosile ("Umoragi")
- 1895: Mlaștina ucigătoare ("Nigorie")
- 1895: Concurs de înălțime ("Take kurabe")
- 1896: Drumuri care se despart ("Wakaremichi").

A mai scris și un jurnal intim.